# Ida Wüst
Ida Wüst (Francoforte sul Meno, 10 ottobre 1884 – Berlino, 4 ottobre 1958) è stata un'attrice tedesca.

## Filmografia parziale
- Madame Lu, die Frau für diskrete Beratung, regia di Franz Hofer (1929)
- Einmal eine große Dame sein, regia di Gerhard Lamprecht (1934)
- Der Bettelstudent, regia di Georg Jacoby (1936)
- Die lustigen Weiber, regia di Carl Hoffmann (1936)